# Neferneferuaton Tasherit
Neferneferuaton Tasherit o Neferneferuaton la més jove (segle XIV aC) va ser una princesa egípcia de la XVIII dinastia. Era la quarta filla del faraó Akhenaton i de la gran esposa reial Nefertiti.

## Família
Neferneferuaton va néixer entre l'any 8 i 9 del regnat del seu pare. Era la quarta de sis filles conegudes de la parella reial. És probable que nasquésr a Akhetaton, la capital fundada pel seu pare. El seu nom, Neferneferuaton ("Bellesa entre les belleses d'Aton" o "La més bella d'Aton"), és la còpia exacta del nom que Nefertiti va prendre al cinquè any de regnat. Ta-sherit significa simplement "el més jove".
Tenia tres germanes grans anomenades Meritaton, Meketaton i Ankhesenpaaton (més tard coneguda com a Ankhesenamon), i dues germanes més petites anomenades Neferneferure i Setepenre.

## Representacions
Una de les primeres representacions de Neferneferuaton Tasherit es troba en un mural de la casa del rei a Amarna. Se la representa asseguda en un coixí amb la seva germana Neferneferure. El fresc està datat vers el 9è any de regnat d'Akhenaton, i s'hi mostra tota la família, inclòs el nadó Setepenre.
| i | t · n · ra | nfr | nfr | nfr | nfr | t&A | S · r · t | A17 |

| i | t · n · ra | nfr | nfr | nfr | nfr | t&A | S · r · t | A17 |

Neferneferuaten Tasherit està representada en diverses tombes a Amarna i apareix en monuments. Una base d'estàtua originària d'Amarna, però posteriorment traslladada a Heliopolis, esmenta Aton i Akhenaton, i en els textos d'un registre inferior s'hi esmenten les filles reials Ankhesenpaaton i Neferneferuaton Tasherit.

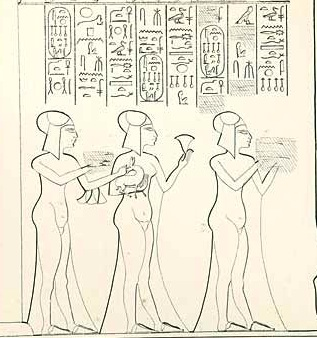
D'esquerra a dreta: Setepenre, Neferneferure i Neferneferuaton Tasherit al Durbar l'any 12.

A la tomba de Huya, el majordoom principal de l'àvia de Neferneferuaton, la reina Tiy, Neferneferuaten hi apareix en una escena familiar representada en una llinda a la paret nord. L'escena sencera mostra Akhenaton i Nefertiti a l'esquerra amb les seves quatre filles grans, mentre que a la dreta hi apareixen Amenofis III, la reina Tiy i la princesa Baketaton. A l'escena de recompenses de la tomba de Meryre II, Neferneferuaton Tasherit hi apareix amb quatre de les seves germanes (només Setepenre hi en absent).
Apareix al Durbar l'any 12 a la tomba del Supervisor de les Estances Reials Meryre II a Amarna. Akhenaton i Nefertiti hi apareixen asseguts, rebent homenatge de terres estrangeres. Les filles de la parella reial es mostren dempeus darrere dels seus pares. Neferneferuaton és la primera filla del registre inferior. Subjecta un objecte que està massa malmès per a poder-lo identificar. Les seves germanes Neferneferure i Setepenre són al seu darrere. Neferneferure hi apareix sostenint una gasela i es mostra a Setepenre allargant el braç per a tocar l'animal.
Neferneferuaton també apareix a l'escena de recompenses de Panehesi. Se la mostra dempeus a l'edifici a prop de la finestra mentre els seus pares, Akhenaten i Nefertiti, atorguen honors al primer servent d'Aten anomenat Panehesi. En una altra escena d'aquesta tomba, Neferneferuaton i les seves tres germanes grans acompanyen els seus pares, que se'ls mostra oferint flors a Aton. S'hi mostra a les quatre filles reials que ofereixen ramets de flors.
Finalment Neferneferuaton Tasherit apareix amb les seves germanes Meritaton i Ankhesenpaaton plorant la mort de Meketaton vers l'any 14 a la Tomba Reial d'Amarna. Les seves germanes menudes Neferneferure i Setepenre no estan presents en aquesta escena.

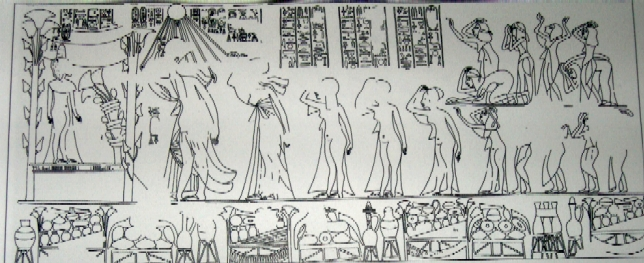
Meketaton sota el tendal. Davant seu: Akhenaton, Nefertiti, Meritaton, Ankhesenpaaton i Neferneferuaton Tasherit.

## Derrers anys
No se sap què va passar de Neferneferuaton Tasherit, però s'ha suggerit que ella va morir abans que Tutankhamon i Ankhesenpaaton arribessin al tron. És possible que fos una de les persones enterrades a la cambraα {\ displaystyle \ alpha} a la Tomba Reial d'Amarna. S'ha suggerit que podria ser identificada com la co-regent d'Akhenaten [6], la identitat exacta de la qual encara es disputa, però qui podria haver estat una dona. Altres dones que han estat suggerides com a candidatures a la identitat d'aquest governant femení són la reina Nefertiti (la seva mare) i la seva germana gran Meritaten..